# STS-101
STS-101は、アトランティスを用いて物資の補給のために国際宇宙ステーション(ISS)を訪れたスペースシャトルのミッションである。2000年5月19日から5月29日まで10日間行われた。強風のため、当初の4月の打上げ予定日から3度延期された。STS-101は、410万マイルを飛行し、地球を155周して、ケネディ宇宙センターの第15滑走路に着陸した。「グラスコックピット」を用いて行われた初めてのミッションである。

## 乗組員
- 船長:ジェームズ・ハルセル (5)
- 操縦手:スコット・ホロウィッツ (3)
- ミッションスペシャリスト1:メアリー・E・ウェーバー (2)
- ミッションスペシャリスト2:ジェフリー・ウィリアムズ (1)
- ミッションスペシャリスト3:ジェームズ・ヴォス（英語版） (4)
- ミッションスペシャリスト4:スーザン・J・ヘルムズ (4)
- ミッションスペシャリスト5:ユーリー・ウサチェフ (3)

## ミッションパラメータ
- 質量
  - 着陸時:100,369 kg
  - ペイロード:1,801 kg
- 近点:332 km
- 遠点:341 km
- 軌道傾斜角:51.6°
- 軌道周期:91 分

### 宇宙遊泳
- 開始:2000年5月22日01時48分UTC
- 終了:2000年5月22日08時32分UTC
- 時間:6時間44分

## ミッションハイライト

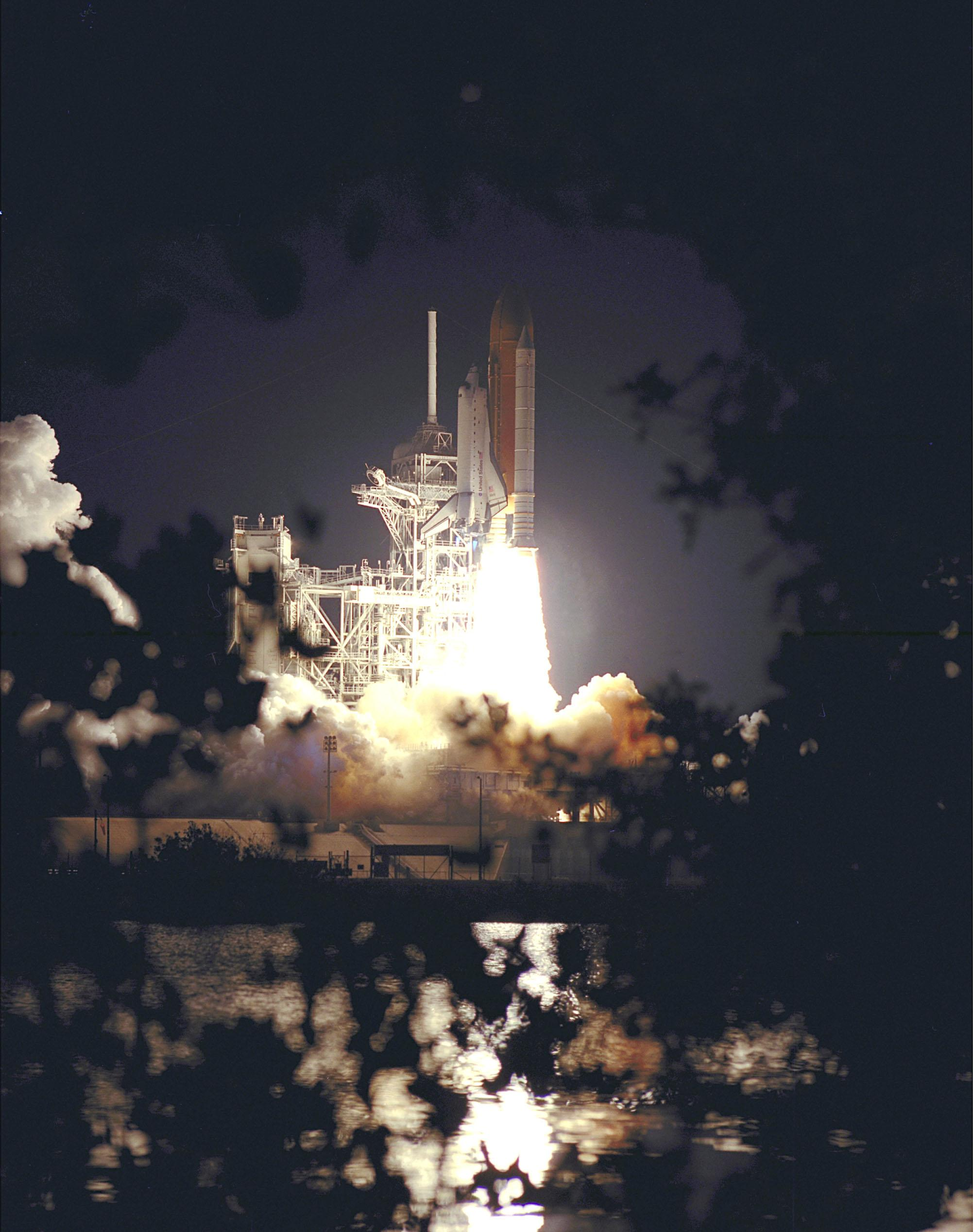
2000年5月19日、ケネディ宇宙センターよりSTS-101の打上げ

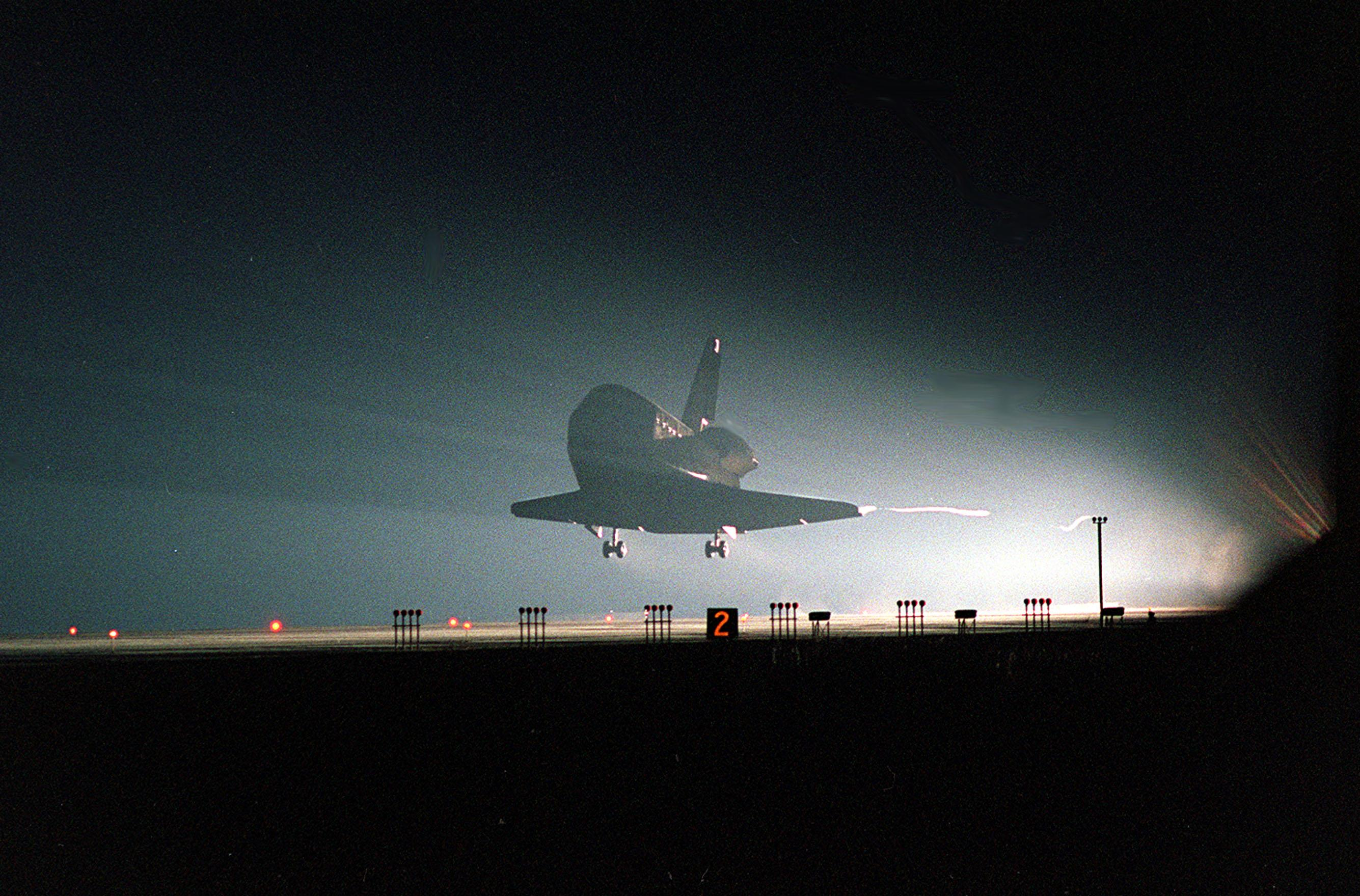
2000年5月29日、NASAシャトル着陸施設へのSTS-101の帰還

STS-101のミッションの主な目的は、スペースハブを用いてISSに物資を補給することであった。また、ヴォスとウィリアムズにより1度の宇宙遊泳が行われ、ISSが再点火されて高度370kmから400kmに上昇した。
また細かいこととしては、ISSの空気を採取して二酸化炭素濃度をモニターすること、個人用の携行可能な送風機を展開すること、空気の流れを測定すること、ISSの導管を改良すること、空気フィルタを交換すること、ザーリャの消火器と煙探知機を交換すること等が含まれていた。また故障したザーリャの4つのバッテリー及びバッテリーの電子回路の交換、電波遠隔操縦システムのメモリーユニットの交換、初期の通信用アンテナのポートの交換、無線周波数電力分配機の交換、宇宙ビジョンシステムの標的の初期化も行われた。

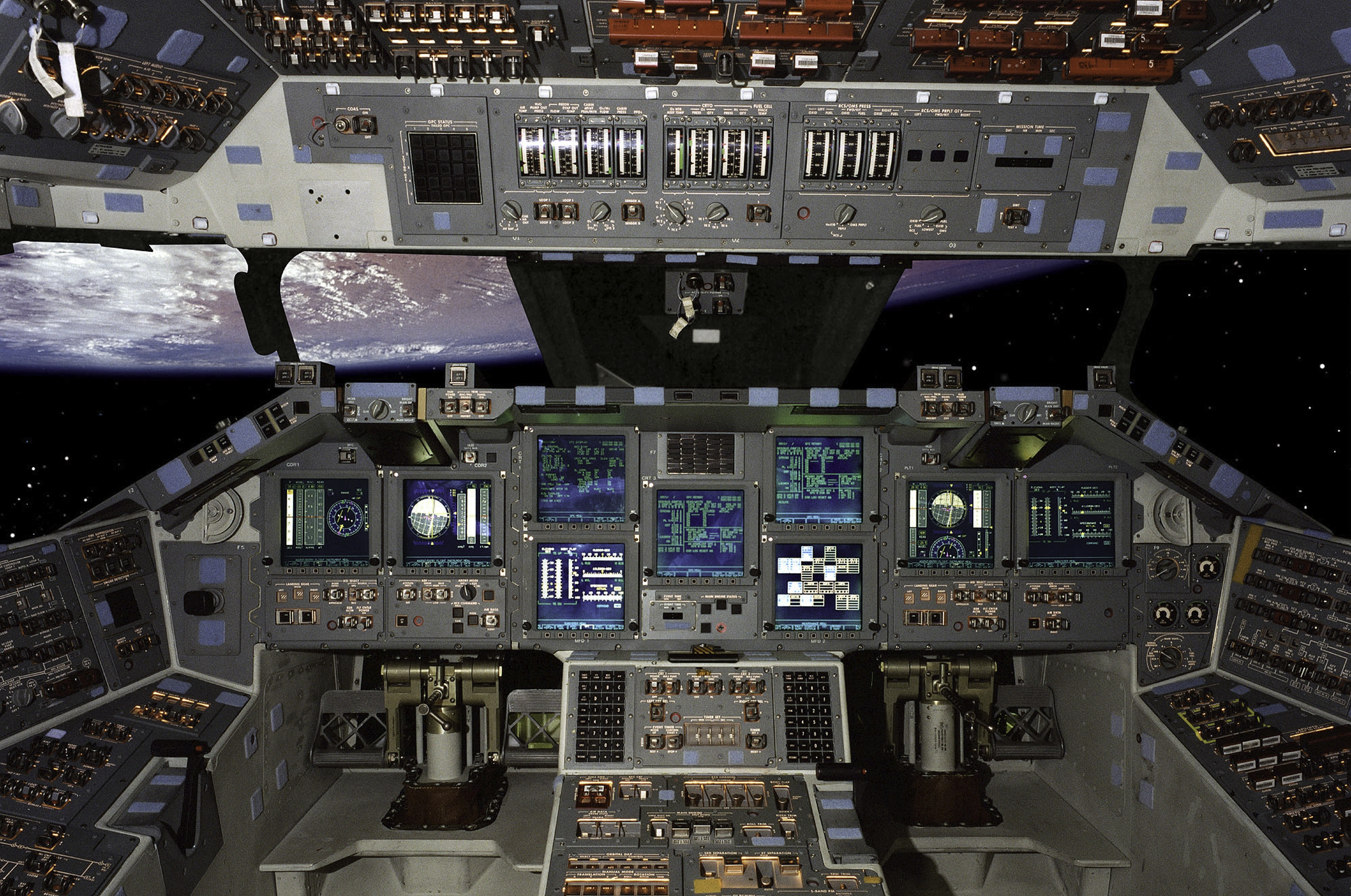
STS-101から使われたアトランティスのグラスコックピット

ISSには、水やドッキングのためのキット、記録用のフィルムやビデオ、事務用品、そして個人的な品が運び込まれた。運動用具、医療器具、ホルムアルデヒド検出器や線量測定器等、乗組員の健康維持用の物品も同時に運ばれた。
このミッションでは、コロンビア号空中分解事故と同様の事態が起こった。損傷を負った耐熱タイルがはがれ、大気圏再突入の際に高熱のガスが左翼に入った。ガスが機体の奥まで進入することはなく、この損傷は次回の飛行までに修復された。もしこのガスが機体の奥まで進入していたら、再突入の際に爆発していたと考えられる。
このミッションは、グラスコックピットを用いて行われた初めてのミッションだった。

## 起床コール
NASAでは、ジェミニ計画以来伝統的に、宇宙飛行士のために音楽を流している。アポロ15号では、初めて乗組員の起床のために用いられた。曲は、家族等によって、乗組員個人にとって特別な意味がある曲や日々の活動に適切なものが選ばれる。
| 日     | 曲                              | 歌手                         | 宇宙飛行士               | リンク              |
| ------ | ------------------------------- | ---------------------------- | ------------------------ | ------------------- |
| Day 2  | “Free Fallin”                   | トム・ペティ                 | スーザン・ヘルムズ       | WAV, MP3 TRANSCRIPT |
| Day 3  | “Lookin' Out The Window”        | Stevie Ray Vaughan           |                          | WAV, MP3 TRANSCRIPT |
| Day 4  | “Haunted House”                 | ロイ・ブキャナン             |                          | WAV, MP3 TRANSCRIPT |
| Day 5  | "I Only Have Eyes for You"      | フラミンゴ                   | ジェームズ・ハルセル     | WAV, MP3 TRANSCRIPT |
| Day 6  | "I'm Gonna Fly"                 | エイミー・グラント           | スコット・ホロウィッツ   | WAV, MP3 TRANSCRIPT |
| Day 7  | “Don't It Make You Wanna Dance” | ジェリー・ジェフ・ウォーカー | ジェフリー・ウィリアムズ | WAV, MP3 TRANSCRIPT |
| Day 8  | 無題のロシアの曲                | 不明                         | ユーリー・ウサチェフ     | WAV, MP3 TRANSCRIPT |
| Day 9  | “長い夜 (シカゴの曲)”           | シカゴ (バンド)              |                          | WAV, MP3 TRANSCRIPT |
| Day 10 | “エル・カピタン”                | ジョン・フィリップ・スーザ   |                          | WAV, MP3 TRANSCRIPT |